# Задич, Альма
Альма За́дич (босн. Alma Zadić, род. 24 мая 1984, Тузла, СР Босния и Герцеговина, Югославия[…]) — австрийский юрист и политик. Министр юстиции во втором правительстве Себастьяна Курца с 7 января 2020 года.

## Ранняя жизнь, образование и ранняя карьера
В 1994 году во время войны в Боснии Задич с родителями бежала в Австрию, где они поселились в Вене. Альма была записана мусульманкой, но сама она отрицает любую религиозную принадлежность.
Изучала право на юридическом факультете Венского университета, затем окончила магистратуру в Колумбийском университете в Нью-Йорке (США). Будучи студенткой, Задич работала младшим научным сотрудником в Международной организации по миграции (МОМ) в Вене и стажёром в Международном уголовном трибунале по бывшей Югославии в Гааге.
До прихода в политику Задич работала старшим научным сотрудником в лондонской штаб-квартире многонациональной юридической фирмы «Freshfields Bruckhaus Deringer».

## Политическая карьера и скандалы
Задич баллотировалась от Австрийской партии зелёных на парламентских выборах в Австрии 2019 года и была избрана в Национальный совет Австрии.
В 2019 году Задич разместила в Интернете фотографию молодого человека, на которой он якобы показывал нацистский салют. Под ней она написала: «Нет толерантности по отношению к неонацистам, фашистам и расистам». В ноябре 2019 года уголовный суд в Вене признал Альму Задич виновной в клевете и постановил взыскать с неё 700 евро. Задич подала апелляцию, поэтому решение не является окончательным.
7 января 2020 Альма Задич, вместе с тремя другими однопартийцами, присягнула президенту Австрии Александру ван дер Беллену как министр юстиции в коалиционном правительстве Себастьяна Курца в соответствии с коалиционным соглашением Австрийской народной партии Курца с Партией Зелёных Вернера Коглера, который занял пост вице-канцлера. В публикациях СМИ Задич часто стали называть «первым министром Австрийской Республики с миграционным прошлым». После вступления в должность министра она столкнулась с волной оскорблений и угроз смерти в Интернете на почве ксенофобии, вследствие чего ей была предоставлена полицейская защита 8 января 2020 года.